# Seven Suns Development
Seven Suns Development — российская девелоперская компания. Реализует проекты жилищного строительства в Санкт-Петербурге, Москве и Вологде.

## История
Компания была основана в 2011 году в составе финансовой группы Seven, специализирующейся на инвестициях в различные сферы, в том числе в недвижимость.
В 2013 году Seven Suns Development начала девелоперскую деятельность. Первоначально реализация жилищных проектов компании происходила в Вологде.
В 2013 году застройщик начал строительство жилых кварталов и комплексов апартаментов в Санкт-Петербурге в формате «Светлый мир». Крупнейшим проектом Seven Suns в Санкт-Петербурге стал ЖК "Светлый мир «Я — романтик», расположенный на намывных территориях Васильевского острова.
В 2019 году Seven Suns Development вышла на московский рынок жилья, выкупив единственный девелоперский проект группы «Сумма» — многофункциональный комплекс на 259 000 кв. метров, включая 194 200 кв. метров жилья на Илимской улице. Первыми двумя проектами застройщика в столице стали ЖК "Светлый мир «В стремлении к свету…» и ЖК "Светлый мир «Сказочный лес…».
В 2020 году проект "Светлый мир «Сказочный лес…» стал лауреатом премии Urban Awards в номинации «Самый экологичный жилой комплекс комфорт-класса Москвы».
По итогам 2021 года компания вошла в топ-10 застройщиков, лидирующих по числу сделок в «Старой Москве».
По состоянию на 2021 год активы девелопера насчитывают свыше 1 млн кв. метров реализованной и строящейся недвижимости в Санкт-Петербурге, Москве и Вологде. Портфель проектов компании включает 6 кварталов в Санкт‐Петербурге, 3 квартала в Вологде, а также 4 жилых комплекса в Москве.

## Критика
В июне 2018 года московские власти выдали компании разрешение на строительство ЖК "Светлый мир «Сказочный лес…» посреди национального парка «Лосиный остров». В октябре 2019 года администрация «Лосиного острова» подала заявление о признании недействительным разрешения на строительство: застройка жилого комплекса проходила в 150-метровой охранной зоне от границ парка. Истец также подчеркнул, что строительство не было согласовано с Минприроды России. Суд признал, что основания для отказа в выдаче разрешения на строительство ЖК отсутствовали.
В 2020 году национальный парк совместно с Минприроды пытались обжаловать данное судебное решение. Однако, арбитражный апелляционный суд постановил оставить решение первой инстанции о признании законным строительства ЖК без изменений. Позже нацпарк и министерство подали кассационную жалобу, которая впоследствии также была отклонена.
23 августа 2023 года дольщики ЖК «Светлый мир „Станция“ Л» подали в Таганский районный суд города Москвы коллективный иск к застройщику в защиту нарушенных прав (дело № 02-3426/2023). К нему присоединились более 100 человек.
В апреле 2024 года Алексей Рыжков отправлен в СИЗО. Предприниматель проходит обвиняемым по делу о махинациях с деньгами дольщиков столичного ЖК «Светлый мир "Сказочный лес"»

## Собственники и руководство
Владельцем компании является Алексей Рыжков — сын почетного жителя Вологды Петра Алексеевича Рыжкова, возглавляющего ЗАО «Горстройзаказчик» (занимается возведением жилья, социальных, спортивных и коммерческих объектов в Вологде). Генеральный директор — Михаил Шамин.

## Деятельность
Направление деятельности компании — строительство жилой недвижимости класса «эконом» и «комфорт», а также коммерческой недвижимости.
В группу Seven Suns Development входят:
- ООО «Севен санс девелопмент»;
- ООО «Севен санс проектирование»;
- ООО «Вымпел»;
- ООО «Базис»;
- ООО «Басфор»;
- ООО «Северная Двина»;
- ООО «Специализированный застройщик „Вектор“».

В 2021 году при непосредственном участии группы компаний Seven Suns Development была основана компания «Фабрика позитивных изменений», в рамках которой создаются и развиваются проекты позитивных изменений в различных сферах общественной жизни.
С 2021 года при поддержке группы компаний издается научно-популярный журнал об импакт-инвестициях и оценке социального воздействия «Позитивные изменения/Positive Changes». Также «Фабрика позитивных изменений» поддерживает международный кинофестиваль «ЛАМПА», направленный на развитие социального видеоконтента и популяризацию добровольчества в мире.